# Czepin
Czepin (Luzuriaga Ruiz & Pav.) – rodzaj naziemno- lub niskopączkowych, wieloletnich roślin drzewiastych, należący do rodziny krasnolicowatych, obejmujący cztery gatunki występujące w południowej Ameryce Południowej, na Falklandach i Nowej Zelandii. Nazwa naukowa rodzaju została nadana na cześć hiszpańskiego botanika Don Ignatio de Luzuriaga.

## Morfologia
PokrójRośliny wijące, niekiedy pnące.
ŁodygaPędem podziemnym jest krótkie kłącze. Pędy naziemne zdrewniałe, ukorzeniające się, niekiedy rozgałęziające się.
LiścieUlistnienie naprzemianległe. Blaszki liściowe podługowato-jajowate, krótkoogonkowe, skręcone wzdłuż o 180°. Najniższe liście na pędach zwykle zredukowane i łuskowate.
KwiatyKwiaty obupłciowe, sześciopręcikowe, zwisłe, wyrastające z pachwin liści pojedynczo lub zebrane w skrętek. Okwiat pojedynczy, sześciolistkowy. Listki okwiatu wolne, białe. Pręciki wolne. Zalążnia górna, trójkomorowa, wielozalążkowa.
OwoceBiałe do ciemnopurpurowych jagody. Nasiona żółte do brązowych.
GenetykaLiczba chromosomów 2n = 20.

## Systematyka
Pozycja rodzaju
W ujęciu systemu APG III z 2009 i APG IV z 2016 rodzaj wyróżniony jest w plemieniu Luzuriageae w rodzinie krasnolicowatych (Alstroemeriaceae), zaliczanej do rzędu liliowców w kladzie roślin jednoliściennych (monocots). W ujęciu APWeb i wcześniejszych wersji systemu APG plemię Luzuriageae podnoszone jest do rangi rodziny Luzuriageae Bentham & Hooker.
Gatunki
- Luzuriaga marginata (Gaertn.) Benth. & Hook.f.
- Luzuriaga parviflora (Hook.f.) Kunth
- Luzuriaga polyphylla (Hook.f.) J.F.Macbr.
- Luzuriaga radicans Ruiz & Pav.